# Белеутово (Московская область)
Белеутово — деревня в Ленинском городском округе Московской области России.

## Расположение
Деревня Белеутово находится на левом берегу Пахры примерно в 6 км к юго-востоку от центра города Видное. Западнее деревни проходит автодорога М4 «Дон». Ближайшие населённые пункты — деревни Горки и Калиновка.

## История
Деревня Белеутово документально известна с XIV века. Название получила по фамилии владельца, Александра Андреевича Белоута. Позднее деревня числилась в собственности государя. По данным 1646 года, там было 14 крестьянских дворов и 33 жителя мужского пола. В 1706 году по указу Петра I деревня Белеутово вместе с рядом других населённых пунктов была пожалована Александру Даниловичу Меншикову.
В XIX веке деревня Белеутово входила в состав Домодедовской волости Подольского уезда. В 1899 году в деревне проживало 298 человек.
До 2006 года деревня входила в Горкинский сельский округ Ленинского района, а с 2006 до 2019 года в рамках организации местного самоуправления входила в городское поселение Горки Ленинские Ленинского муниципального района.
С 2019 года входит в Ленинский городской округ.

## Население
| 2002 | 2006 | 2010 |
| ---- | ---- | ---- |
| 319  | ↘297 | ↗418 |

Согласно Всероссийской переписи, в 2002 году в деревне проживало 319 человек (145 мужчин и 174 женщины). По данным на 2005 год в деревне проживало 297 человек.

## Достопримечательности
Вблизи деревни расположены курганы — памятник археологии федерального значения.